# Рік собаки
«Рік собаки» — російський драматичний фільм Семена Арановича, його остання робота в якості режисера. Є сумісним виробництвом Росії та Франції.

## Сюжет
Колишній злочинець Сергій знайомиться з Вірою — немолодою нещасною жінкою, яка живе в гуртожитку. Після того, як Сергій скоює черговий злочин, вони втікають разом і по дорозі випадково потрапляють у зону, заражену радіацією. Сергій вирішує там залишитися, а Віра не залишає його. У цей момент до зони навідуються троє мародерів.

## У ролях
| Актор                | Роль                        |
| -------------------- | --------------------------- |
| Ігор Скляр           | Сергій Кожин                |
| Інна Чурикова        | Віра Морозова               |
| Олександр Феклістов  | Лобанов                     |
| Ера Зиганшина        | Раїса Кожина                |
| Михайло Дорофеєв     | Микола Іванович             |
| Сергій Бобров        | Кузя                        |
| Геннадій Меньшиков   | Микола                      |
| Валентина Ковель     | бабуся Сергія               |
| Роберт Вааб          | Максим комендант гуртожитку |
| Ірина Полянська      | Маня                        |
| Анастасія Мельникова | співачка                    |
| Віктор Сухоруков     | продавець бюстгальтерів     |
| Олексій Нілов        | сусід Віри                  |
| Розалія Котович      | вахтерка                    |

## Зйомки
За словами сценариста фільму, Вадима Михайлова, основа для сценарію була взята з газети «Комсомольская правда», де була надруковано невеличку замітку про в'язня. Чоловік втік із колонії, дійшов до чорнобильської зони, прожив там декілька місяців і помер від променевої хвороби.

## Призи й нагороди
- 1994 — Срібний ведмідь за видатний внесок у мистецтво Семену Арановичу та приз Світу на 44-му Берлінському міжнародному кінофестивалі.
- 1994 — Приз за кращу чоловічу роль (Ігор Скляр) фестивалю «Кінотавр» (Сочі).
- 1994 — номінація на премію «Ніка» (найкращий актор, найкращий композитор).

## Знімальна група
- Автор сценарію: Семен Аранович, Альбіна Шульгіна, Вадим Михайлов, Зоя Кудря
- Режисер: Семен Аранович
- Оператор: Юрій Шайгарданов
- Художник: Марксен Гаухман-Свердлов, Віктор Іванов
- Композитор: Олег Каравайчук
- Звукорежисер: Аліакпер Гасан-заде